# Matsuyama
Matsuyama (松山? lett. "montagna del pino") è una città giapponese, capoluogo della prefettura di Ehime. È il centro più popolato dell'isola di Shikoku. 
Matsuyama è conosciuta per i suoi onsen, tra cui il Dogo Onsen, considerato il più vecchio del Giappone.
Altra importante meta turistica è il castello della città, la fortificazione Matsuyamajo.